# Eringait
Das Mineral Eringait ist ein seltenes Silikat aus der Obergruppe der Granate mit der Endgliedzusammensetzung Ca3Sc3+2Si3O12. Es kristallisiert im kubischen Kristallsystem mit der Struktur von Granat.
In seiner Typlokalität, einem rodingitartigen Skarn vom Fluss Wiljui in der Republik Sacha (Jakutien), Russland, tritt Eringait in Form weniger µm großer, hellbrauner bis gelber Zonen und Flecken in Schorlomit- und Kerimasitreichen Granaten auf. Darüber hinaus wurde er bislang (Stand 2017) nur in einigen Meteoriten nachgewiesen, wo er als Einschluss in Diopsid auftritt. Es wird angenommen, dass Eringait zu den frühesten silikatischen Kondenseaten aus dem präsolarem Nebel gehört.

## Etymologie und Geschichte
Im Zuge systematischer Untersuchungen der chemisch sehr variablen Granatgruppe wurden skandiumhaltige Granate und Eringait bereits in den 1970er Jahren künstlich hergestellt.
Die ersten natürlichen skandiumhaltigen Granate wurden 2005 in rodingitartigen Skarnen am Ufer des Flusses Wiljui in Jakutien, Russland gefunden. In dem gleichen Gestein wurde 5 Jahre später auch der Skandium-Granat Eringait beschrieben. Benannt wurde er nach dem Fluss Eringa, der gegenüber der Fundstelle in den Wiljui mündet.
Seither wurde Eringait nur noch als submikroskopischer Einschluss in einigen Meteoriten gefunden.
Das Typmaterial des Minerals wird im Mineralogisches Museum, benannt nach A. J. Fersman (FMM) in Moskau unter der Katalog-Nummer 3837/1 aufbewahrt.

## Klassifikation
Die strukturelle Klassifikation der International Mineralogical Association (IMA) zählt den Eringait zur Granat-Obergruppe, wo er zusammen mit Almandin, Andradit, Calderit, Goldmanit, Grossular, Knorringit, Majorit, Menzerit-(Y), Momoiit, Morimotoit, Pyrop, Rubinit, Spessartin und Uwarowit die Granatgruppe mit 12 positiven Ladungen auf der tetraedrisch koordinierten Gitterposition bildet.
Da der Eringait erst 2009 als eigenständiges Mineral anerkannt wurde, ist er weder in der seit 1977 veralteten 8. Auflage noch in der von der IMA zuletzt 2009 aktualisierten 9. Auflage der Mineralsystematik nach Hugo Strunz verzeichnet. Auch die vorwiegend im englischen Sprachraum gebräuchliche Systematik der Minerale nach Dana kennt den Eringait noch nicht.
Im zuletzt 2018 überarbeiteten „Lapis-Mineralienverzeichnis“, das sich im Aufbau noch nach der alten Form der Systematik von Karl Hugo Strunz richtet, erhielt das Mineral die System- und Mineralnummer VIII/A.08-145. In der Lapis-Systematik entspricht dies der Klasse der „Silikate“ und dort der Abteilung „Inselsilikate mit [SiO4]-Gruppen“, wo Eringait zusammen mit Almandin, Andradit, Calderit, Eltyubyuit, Goldmanit, Grossular, Henritermierit, Holtstamit, Hutcheonit, Irinarassit, Jeffbenit, Katoit, Kerimasit, Kimzeyit, Knorringit, Majorit, Menzerit-(Y), Momoiit, Morimotoit, Pyrop, Schorlomit, Spessartin, Toturit, Uwarowit und Wadalit die „Granatgruppe“ mit der Systemnummer VIII/A.08 bildet.
Die von der Mineraldatenbank „Mindat.org“ weitergeführte Strunz-Klassifikation in der 9. Auflage ordnet den Eringait in die Klasse der „Silikate und Germanate“ und dort in die Abteilung der „Inselsilikate“ ein. Diese ist weiter unterteilt nach der möglichen Anwesenheit zusätzlicher Anionen und der Koordination der beteiligten Kationen, so dass das Mineral entsprechend seiner Zusammensetzung und seinem Aufbau in die Unterabteilung „Inselsilikate ohne zusätzliche Anionen; Kationen in oktaedrischer [6]er- und gewöhnlich größerer Koordination“ (englisch Nesosilicates without additional anions; cations in [6] and/or greater coordination), wo er zusammen mit Almandin, Andradit, Blythit, Calderit, Eltyubyuit, Goldmanit, Grossular, Henritermierit, Holtstamit, Hutcheonit, Hydrougrandit, Irinarassit, Kerimasit, Kimzeyit, Knorringit, Khoharit, Majorit, Menzerit-(Y), Midbarit, Momoiit, Morimotoit, Nikmelnikovit, Pyrop, Rubinit, Schorlomit, Skiagit, Spessartin, Toturit, Uwarowit, Wadalit und Yamatoit eine unbenannte Gruppe mit der Systemnummer 9.AD.25 bildet (vergleiche dazu auch gleichnamige Unterabteilung in der Klassifikation nach Strunz (9. Auflage)).

## Chemismus
Eringait ist das Skandium (Sc)-Analog von Grossular und bildet komplexe Mischkristalle vor allem mit Kimzeyit, Schorlomit und Andradit. Die empirische Zusammensetzung aus der Typlokalität ist
- [X](Ca2,98Y0,01Mg0,01)[Y](Sc3+0,82Ti4+0,44Fe3+0,30Zr4+0,21Mg2+0,10Al3+0,09Cr3+0,08Fe2+0,05V3+0,01)[Z](Si2,48Al0,30Fe3+0,22)O30.[4]

Die Ti- und Zr-Gehalte auf der Y-Position gehen zusammen mit den Fe3+- und Al-Gehalten auf der Z-Position auf die Mischkristallbildung mit schorlomitischen Granaten ([X]Ca3[Y](Zr,Ti)4+2[Z]((Fe,Al)3+2Si)O12) zurück, entsprechend der Austauschreaktion
- [Y]Sc3+ + [Z]Si3+ = [Y](Ti,Zr)4+ + [Z](Al,Fe)3+

Die Fe3+-Gehalte auf der Y-Position können auf die Beimischung von Andradit [X]Ca3[Y]Fe3+2[Z]Si4+3O12 entsprechend der Austauschreaktion
- [Y]Sc3+ = [Y]Fe3+

zurückgeführt werden.
Die meteoritischen Eringaite enthalten ähnliche Mengen Skandium (Sc), kein Fe3+ aber deutlich mehr Yttrium (Y) und Titan (Ti3+!):
- [X](Ca2,31Mg0,56Y0,09Fe2+0,05)[Y](Sc3+0,82Y0,48Ti3+0,32Ti4+0,25Zr4+0,10V3+0,03Cr3+0,01)[Z](Si2,47Al0,44Ti4+0,09)O30[8]

## Kristallstruktur
Eringait kristallisiert mit kubischer Symmetrie in der Raumgruppe Ia3d (Raumgruppen-Nr. 230) mit 8 Formeleinheiten pro Elementarzelle. Das synthetische Endglied hat dem Gitterparameter a = 12,250 Å, der natürliche Mischkristall aus der Typlokalität a = 12,19 Å.
Die Struktur ist die von Granat. Calcium (Ca2+) besetzt die dodekaedrisch von 8 Sauerstoffionen umgebenen X-Positionen, Skandium (Sc3+) die oktaedrisch von 6 Sauerstoffionen umgebene Y-Position und die tetraedrisch von 4 Sauerstoffionen umgebenen Z-Position ist vollständig mit Silicium (Si4+) besetzt.

## Bildung und Fundorte
Eringait bildet sich bei niedrigem Druck und hohen Temperaturen in kontaktmetamorphen Skarnen oder als Kondensat aus dem präsolarem Nebel.

### Skarn
Die Typlokalität von Eringait ist ein Rodingitartiger Skarn vom Fluss Wiljui in der Republik Sacha (Jakutien), Russland. Begleitminerale sind Grossular, Andradit und Perowskit.

### Meteorite
In CV3-Chondriten findet sich Eringait in Calcium-Aluminium-reichen Einschlüssen (CAIs). Im Vigarano-Meteoriten tritt er als Einschluss in Davisit und Sc-reichem Diopsid auf, zusammen mit Tazheranit, Hexaferrum und MgAl-Spinell.
Im Allende-Meteoriten tritt Eringait ebenfalls als Einschluss in Sc-reichem Diopsid auf, zusammen mit Spinell und Y-haltigen Perowskit.